# Joodse begraafplaats (Warschau)

De Joodse begraafplaats van Warschau is een van de grootste Joodse begraafplaatsen ter wereld. De begraafplaats aan de Okopowastraat werd in 1806 aangelegd en beslaat 
drieëndertig hectaren. De begraafplaats herbergt meer dan een kwart miljoen graven, waaronder massagraven voor de bewoners van het getto van Warschau.

## Geschiedenis

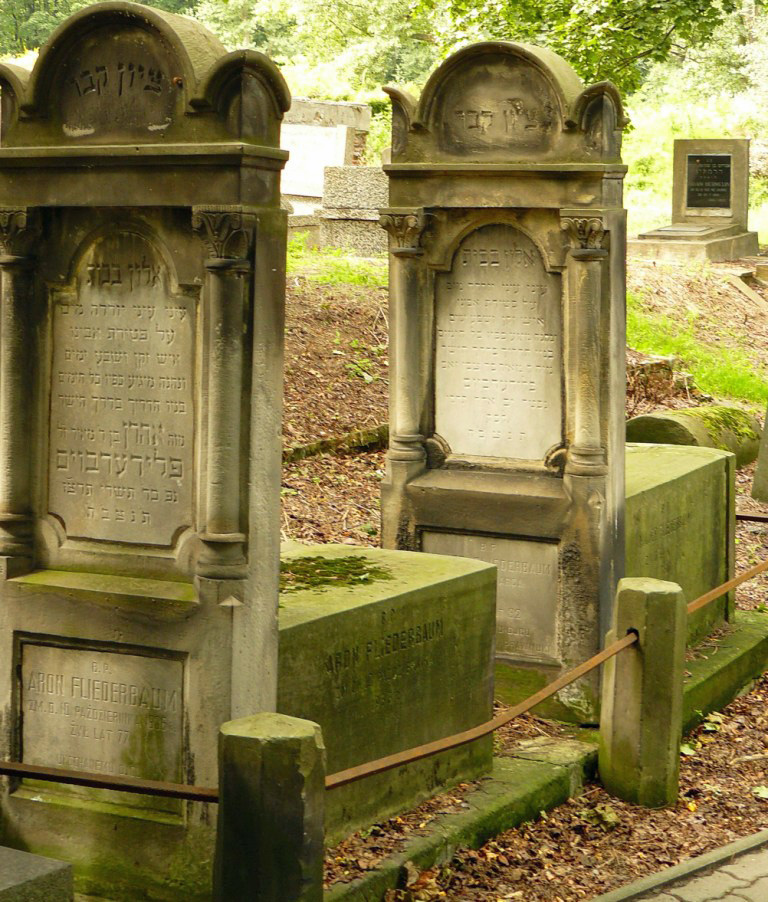
Een aantal oudere graven.

De Joodse gemeenschap verzocht het stadsbestuur in 1806 om een nieuwe begraafplaats in gebruik te mogen nemen. De Joodse begraafplaats in het stadsdeel Praga was namelijk bijna vol. Binnen de Joodse traditie worden graven nooit geruimd, waardoor er behoefte was aan nieuwe necropolis. Het stadsbestuur wees een stuk grond aan in de wijk Wola, naast de nieuw gevestigde Rooms-katholieke Powazki-begraafplaats. De eerste grafsteen dateerde van 6 december 1806.
De eerste doden werden begraven met hun benen in de richting van de toegangspoort. Dit kwam voort uit het geloof dat op het moment dat de doden zouden opstaan zij zich niet eerst hoefden om te draaien. In 1819 werd per ongeluk toch iemand met zijn hoofd naar de toegangspoort begraven. Rabbi Szlomo Zalman Lipszyc besloot dat iedereen voortaan met het hoofd naar de toegangspoort moest worden begraven, om te voorkomen dat de eerste persoon die zo begraven werd zich hiervoor zou schamen.
In eerste instantie werden vooral de elite van de Joodse gemeenschap begraven op de rustplaats, terwijl het armere deel van de bevolking terecht kwam in Praga. Desondanks lag de begraafplaats in 1824 al bijna vol. Deze werd verschillende keren uitgebreid. In 1869 bereikte het de huidige grote. Om plek te kunnen bieden aan meer mensen werden er soms nieuwe lagen aangebracht waardoor mensen boven elkaar konden worden begraven.
Er waren soms conflicten tussen verschillende Joodse groepen, omdat iedereen gebruik maakte van de necropolis. In 1913 werd besloten om het complex in vieren te delen. Een stuk was bestemd voor Orthodoxe Joden, een stuk voor Liberalen, een gedeelte voor kinderen en het laatste gedeelte voor militairen staatsbegrafenissen.
Zowel de Joodse als Rooms-katholieke begraafplaats waren van de stad gescheiden door middel van een aarden wal die voorheen bedoeld was om de pest buiten de stad te houden. In 1873 werd er toestemming gegeven om een brug over de wal heen te bouwen. Welgestelde Joodse families financierden in 1877 de bouw van een synagoge in de neoklassieke stijl na een ontwerp van Adolf Schimmelpfennig. Daarnaast werden er twee begraafhuizen gebouwd. In de jaren dertig werd er een grote muur rond de begraafplaats aangelegd. In 1939 werd een begin gemaakt met de bouw van een Mausoleum voor de Joodse gevallen voor de Poolse onafhankelijkheid, maar door de Duitse inval werd het project nooit afgerond.
Tijdens de Tweede Wereldoorlog werd het begrafeniscomplex deels verwoest. Er vonden massa-executies plaats op het terrein en de slachtoffers, waaronder ook niet-Joden, van onder andere de opstand in het getto van Warschau en de Opstand van Warschau werden in massagraven begraven. Vanwege de opstand in het getto verwoeste de Duitsers alle gebouwen op de begraafplaats, inclusief de synagoge en de begraafhuizen. Tijdens de gevechten tijdens de Opstand van Warschau een jaar later liep de frontlijn dwars over de begraafplaats, waardoor nog meer schade werd aangericht.
Onder het communistisch regime waren er plannen om een autoweg aan te leggen over de graven, maar die plannen vonden nooit doorgang. Pas in de jaren negentig werd er door het gemeentebestuur en de Joodse gemeenschap in Warschau een begin gemaakt met de renovatie van de begraafplaats. Jaarlijks vinden er nog twintig tot dertig begrafenissen plaats.

## Begraven
De volgende personen met een eigen Wikipedia-artikel liggen begraven op de Joodse begraafplaats van Warschau:
- Adam Czerniaków (1880-1942)
- Marek Edelman (1922-2009)
- Janusz Korczak (1878-1942)
- Dow Ber Meisels (1798-1870)
- Szymon Winawer (1838-1919)
- Lejzer Zamenhof (1859-1917)